# 湘报
《湘报》，湖南近代新闻史上第一份日报。由湖南近代资产阶级在1898年3月至10月間發行，出版時维新运动高涨之际，是湖南戊戌变法运动中一份极具影响力的日报。《湘报》以“开风气，拓风闻”为主旨，宣传“爱国之理”、“救亡之法”，倡导变法改制，介绍西方政治改革的历史和社会学说，与顽固势力展开针锋相对的斗争，在中国近代新闻史上有着重要的地位。
中华书局曾於1965年與2006年發行該報之影印本。

## 发展历史

### 历史背景
中日甲午战争以后，清政府签订了丧权辱国的《马关条约》，接踵而来的是帝国主义瓜分中国的狂潮，全中国为之震动。19世纪末，中国民族资本主义初步发展，从封建士大夫中分化的一批资产阶级维新派知识分子，要求打破封建专制制度的束缚，实行变法维新。以康有为、梁启超为首的变法维新运动，逐渐成为当时的政治主流，也使湖南成为最富朝气的一省。
谭嗣同、唐才常是湖南维新志士的杰出代表，也是湖南最早的新闻工作者。当时湖南巡抚陈宝箴，前后两任学政江标、徐仁铸、按察使黄遵宪，都是维新派。梁启超也于1897年冬应聘来湖南主讲时务学堂，可谓群谋大集诸豪杰于湖南。

### 办报的“摇篮”
湖南维新运动的思想泽源地，一个是时务学堂，一个是“南学会”。
1897年上半年，唐才常等人倡议举办时务学堂，谭嗣同表示关心和赞赏，并大力促其实现。陈宝箴委派熊希龄为时务学堂“提调”（即校长），聘请梁启超为中文总教习，李维格为西文总教习。时务学堂创办的时间虽然只有一年，但在湖南维新运动中是一个很重要的组成部分，培养了一批变法人才如蔡锷，林圭等，很多人后来转向了民主革命。
“南学会”是1898年2月由谭嗣同等人倡议在长沙成立。陈宝箴以巡抚的名义选派本地士绅十人为总会长，再由这十人吸收会员。谭嗣同是两者皆兼的学会负责人之一。学术会友每周有一次讲学论政活动。这些人讲学的主题，多围绕维新变法、救亡图存为中心。
谭嗣同和唐才常作为南学会的中坚分子，深深懂得宣传和舆论的重要作用，要推动维新变法运动的发展，必须先有自己的言论阵地。南学会的成员和积极参与者，就是《湘报》的创办人。因此，《湘报》的创刊和它所发表的言论，都与南学会的活动密不可分。

### 筹办与创刊
1896年，熊希龄以在籍庶吉士身份回到湖南，全力投入到维新运动中。1897年春，熊希龄决定创办一份日报《湘报》，由于谭嗣同身在南京，唐才常又担任《湘学报》主笔难以分身，遂由熊希龄主导《湘报》的创办。由于《湘报》是日报，需要采用新式机器才能保证其顺利出刊。1897年4月，熊希龄亲赴上海订购机器和铅字，并通过《时务报》汪康年为之代购。1897年11月下旬，机器运至长沙。
熊希龄、蒋德钧、谭嗣同、唐才常等八人组成董事会，每位成员集资一份，并向董事会以外的人发起捐助。同时，湖南省府批准每月提拨二百两，等报馆开办后再停发。
长沙小东街刘文恪旧宅是《湘报》馆的地址，熊希龄在此建立起一整套完备的办事机构。1898年1月，熊希龄主持订立了湘报馆章程以保证《湘报》的顺利开办和日后管理。
1898年3月7日，第一号《湘报》正式刊行，报纸为单面印刷四开大小的两张，对折可装订成册。计划日出一号，星期日休刊。

### 维新运动与《湘报》
《湘报》在湖南维新运动中，成为维新派宣传资本主义新文化和批判封建旧文化的重要阵地，成为人们传递信息、沟通思想的重要工具。其中影响最大的当属反映民族危亡、宣传变法、推行新政的言论。这些言论涉及并反复强调政治、经济、文化教育、社会风气方面的革旧布新及资产阶级平等自由思想对于拯救中国的重大意义，为配合社会变革的需要，发出了振聋发聩的呐喊声。梁启超称赞《湘报》为戊戌时期日报的“巨擘”，方汉奇称它为“华中地区重要的舆论阵地” 。
《湘报》在维新变法运动的高潮中，著论激烈，涉议又极广泛，“南学会”的一些专题讲稿，大都在湘报刊登。谭嗣同在《湘报后序》中一再提到湖南为维新变法之首，歌颂了湖南新政的建树和成绩。对湘报的发刊抱有殷切的希望：“吾见湘报之出，敢以为湘民庆，曰诸君复何忧乎！国有口矣。”这些言论，既体现了维新派的政治目的，也体现了他们的新闻观点。
由唐才常主编的初期《湘报》发表了不少宣传维新变法的言论，对清朝的封建专制统治进行了相当猛烈的抨击，使那些孔孟卫道士和顽固反动士绅惶惶不安，极力反对。顽固派首领王先谦、叶德辉等纠集一班劣绅，对梁启超、谭嗣同、唐才常等人大肆攻击。他们甚至纠集流氓打手，群集“南学会”哄闹，到湘报馆殴打主笔，捣毁报馆。在顽固派猖狂进攻的面前，不但湘报难于支撑，维新派也遇到很大的阻力。有一些人建议将湘报改名为湘会报，不再登载议论。在严重局势面前，谭嗣同与唐才常用“横目相仇”来对付顽固派的猖狂进攻，毫不妥协。谭嗣同与唐才常常写信向友人表示，他视地球如掌上之物，置生死于度外，“复何不敢勇不敢说之有？”“今日中国，能闹到新旧两党流血遍地，方有复兴之望。”常以“杀身灭族”互相勉励，决不因受挫折而畏缩。由于谭、唐的坚定不拔，湖南的维新运动得以继续开展，湘报也继续刊行。
《湘报》所刊“论说”和南学会的“讲义”，大多是宣传维新变法的理论和学说。“论说”栏最为维新派所看重。撰写论文的主要有谭嗣同、唐才常、梁启超、樊维、戴德诚、毕永年、皮嘉佑等人，其中以谭嗣同和唐才常所撰文章为最多。
谭嗣同和唐才常不但是维新派的左翼激进代表，也是卓具远见的政论家。谭嗣同在湘报刊出的论著（包括讲稿）共计25篇，内容有政治、经济、法律、教育各个方面。唐才常在主编《湘报》和《湘学报》的这段时间内，共计发表了近40篇论文，积极宣传维新变法，形成了系统的维新变法思想体系，体现在政治、经济、文化、法律、外交等各个方面。
《湘报》与日益高涨的湖南维新运动相激荡，在湖南政治、文化、民风、民俗等方面所起的导向作用非常明显，有效地达到了开通风气、倡导民权、辅助新政的目的，是湖南维新派的言论阵地，是宣传维新变法、提倡向西方学习的前哨。

### 阻碍
《湘报》既然是主张变法的旗帜，必然遭到顽固派的攻击和摧残，这些攻击来自两个方面：在湖南本地是以王先谦、叶德辉为代表的守旧势力。在上面是湖广总督张之洞和北京的湘籍京官徐树铭等。
湘报创刊不久便遭到王先谦、叶德辉的诋毁，他们串通京官徐树铭、黄均隆“据情揭参”。张之洞看到湘报的文字已日趋激进，脱出自己的控制，也不禁怒火中生，致电陈宝箴和黄遵宪曰“亟宜谕导阻止，设法更正”。陈宝箴接到此电，只好立即采取措施压制《湘报》的激进言论，借以打击维新派在思想舆论方面的主导权。
由于内有顽固派的肆意攻击，外有张之洞之类朝廷命官的严厉压制，《湘报》的激进言论已经不可能再维持下去。《湘报》第66号以后就不再见谭、唐二人的文章，报纸日益为陈宝箴等地方官吏所控制。迫于压力，1898年7月19日，《湘报》以馆址搬迁、酌议章程为由暂时停刊。8月2日复刊，报馆改组，改为商办，不再由熊希龄主持，唐才常亦早就辞去主笔之职，由此维新人士彻底失去了舆论阵地。

### 停刊
1898年10月15日，《湘报》第177号刊发“本馆告白”曰：上谕令各省督察饬各报馆一律停办，本馆遵奉。至此《湘报》停刊，共出177号。

## 办报宗旨
《湘报》以“开风气，拓见闻”为办报宗旨。
1898年1月，熊希龄主持制订了《湘报馆章程》，规定《湘报》的办刊宗旨是：“转移开风气，拓见闻为主。” 鉴于津、沪各报多译西事以求知彼，《湘报》则“首重知己。”知己重在纪实摘要。故凡京师各衙门及省内外官方文书，除机密外，一律照登。民间一些广告之类，若与办刊宗旨无关者，均收取一定数目的广告费用，以济开支；若有利于开风气，拓见闻者，一概免费刊载。
报馆积极扩大发行范围。采取压低报纸订价的办法，仅收工本纸张费，每张零售5文，每月收费130文，尽可能使士农工商各层人士都能订报。可见报纸完全不以盈利为目的。组织者们是想借助这样一份时效性较强的日报，向上至政府大员，下至绅商士民的社会各阶层宣传变法维新的理论和举措，紧紧围绕变法维新和救亡图存进行宣传报道，以开启民智，尽可能地扩大维新运动的群众基础。

## 内容形式
《湘报馆章程》中规定了论说奏疏、电旨、公犊、本省新政、各省新政、各国时事、杂事、商务8个栏目。
《湘报》言论的表现形式较为丰富，不但有由传统的论文形式演进而来的论说，还登载了讲义、书札等文章。尽管有些不是传统的论证形式，但也体现了维新变法思想。除了“论”“说”“议”“叙”“书……后”等论文形式外，值得一提的是“问答”“附识”和读者来信三种形式。
《湘报》中的问答，主要体现在“南学会问答”(91号始改为“学会汇纂”)这个专门栏目上。南学会问答是发生在南学会讲堂中的事情，听众既有南学会会友，又有时务学堂学生，还有其他社会知识分子。南学会问答以一问一答的形式刊登在《湘报》上，一方面，可见《湘报》与南学会、时务学堂的紧密结合程度；另一方面，南学会问答作为《湘报》言论的一部分，体现了士人互相探讨时局的社会风气，对于引导社会舆论，启迪民智产生了积极的影响。南学会问答内容广泛，涉及救亡图存的方方面面，意在互通有无、释疑解惑。它在有意无意中体现了现代言论自由的真谛，即没有标准的答案、 没有绝对的对与错，通常是观点的交流和引导。
“附识”，即附记，在新闻或文章后面，依托于所述内容进行评说、引发思考的 “小言论”。类似于今天报刊常见的“编后”。《湘报》中的附识，大多数落款为“本馆附识”，也有落款为“某人附识”的情况。此类依托新闻事实的附识言简意赅、情真意切，更具针对性和倾向性。与附识相似的另一表现形式，即附加在文章之前的按语。
此外,《湘报》上还有两篇读者来信, 分别是36号的“照录来函”(大意为善化、湘乡、湘潭、浏阳士绅请求诛杀那些驱逐来湘游历洋人的乡民) 和97号的刊登在《靖州算学学堂章程二十条》后的“附录来函”(作者为靖州太守潘筱农，他在信中向中丞汇报算学堂的开设情况，同时表示将不惜重金聘请主讲先生、购置书籍仪器等)。 两封来信后都附有“本馆附识”，从中可以看出，来信是因为符合《湘报》的宣传思想，才被刊登。仅凭这两篇读者来信，还不能说明《湘报》已经意识到报刊可以为大众提供表达意见的渠道。

## 湘报与湘学报
《湘学报》创刊于1897年4月22日（光绪二十三年农历三月二十一日），起初名《湘学新报》，二十期起改名《湘学报》，用长沙校经书院名义发行。每10日出版一次，木板印刷，每期约30页，将近两万字。它由学政江标担任督办，由唐才常、陈为锚主编。《湘学报》 实际上是一份以介绍 “新学” 、 鼓吹变法为宗旨的综合性的理论刊物，新闻只是附带的内容，当时报刊不分，在没有日报以前，还是起了报纸的作用。它的内容固定为六栏：史学、 掌故（后改名时务）、舆地、算学、商学、交涉，每一栏都有专人负责撰述，系统地“讲求中西有用诸学”和维新派的政治主张，每篇都先有概述，后列问答，大部分是问答体。此外也选刊一些有关变法的奏疏、文赎、章程、消息，并转载其他维新派报刊的重要文章。
1897年冬，谭嗣同自南京回到湖南。 这时，湖南风气虽已大变，却还缺少一个能够团结和领导全省维新志士的政治团体，于是南学会应运而生。同时，谭、唐等鉴于《湘学报》刊期较长，文字过于艰深，不能满足日益高涨的维新运动的需重，决定再创办一份比较通俗的日报，这就是《湘报》。
《湘报》与时务学堂、 南学会的结合，较之《湘学报》与校经书院、校经学会的结合，大大地前进了一步。《湘报》的内容和编排，也较《湘学报》有显著的进步，它已粗具现代报纸的规模。《湘学报》注重学理之研究。《湘报》则注重政论和新闻。 除论说以外，还刊载奏疏、电旨、公犊、本省和各省新政、各国时事、 杂事、商务以及答读者问。
两报关于变法的宣传，各有其侧重点，《湘学报》着重于论学，《湘报》着重于论政。虽然《湘学报》和《湘报》最后都被反动派扼杀，但是它们已在湖南播下了新思想的火种。

## 管理制度

### 人事管理
馆中聘请的办事人员的姓名均公开刊载在报纸上，以加强管理和监督。除各办事机构的主要办事人员，报馆还广求博学通达者为报友。报友相当于后来的特约撰述。无论官绅士商，凡捐款资助报馆者，将姓氏、爵里刊登报中。捐100元以上者，可以随时到馆查询各项事务，并邀请参加馆内重大事物的决定。

### 账务管理
收支处按月清结账目，每六个月将账目公布，并随报刊出。到年终结算，若除了各项开销外，还有盈利，则六成提存，以四成作为各办事人员的花红，按出勤率和工作态度分发。对报友则按日送报，不取报资，年终根据所寄文稿的多少，在年终剩余中抽取两成作为花红，以作酬劳。

### 工作流程
编辑处每日采访新闻应于下午六点截止，晚上八点开印，而下午六点钟后的采访内容应归于次日排印。新闻应有备用稿，撰述发稿时应用二十五字红格，以便核算字数，稿上还应编列字号，以免错乱。初稿交付抄写，每抄一页就自行校对一次。清样出来后就送校对处校对。初校后，发排字处排印好样张，再过细校对，如有错误就用红笔标出，复交排字处更正，确定无误后，再连同原稿送交主笔详阅之后才能付印。

### 作息时间和工作纪律
要求排字工人听管理人的指导，每日早上八点吃早餐，九点开始工作，下午一点吃午餐，两点工作，晚上七点吃晚餐，八点工作到十一点。印字工人听从管理人的指导，每晚八点开印，到十点钟应印5000张，十二点吃一次夜宵。凡馆中工作人员，不得时常会客，不能无故出门、旷工，如确有要事需要外出，应于上午抽空前往，中午一点前必须回馆。晚上加班，每人每月不得超过四次。馆中如有人怠玩误工、损失机件、在外嬉游者，当即辞退。

## 人员机构

### 董事
- 蒋德钧（字少穆，湘乡县人）
- 王铭忠（字莘田，江夏县人）
- 梁启超（字卓如，新会县人）
- 李维格（字峄琴，吴县人）
- 谭嗣同（字复生，浏阳县人）
- 邹代钧（字沅帆，新化县人）
- 唐才常（字辅丞，浏阳县人）
- 熊希龄（字秉三，凤凰县人）

### 撰述
- 戴德诚（字宣翘，武陵县人）
- 梁启超
- 樊锥（字春徐，邵阳县人）
- 何来保（字铁笛，武陵县人）
- 谭嗣同
- 唐才常

### 西文翻译
- 李维格

### 总理兼总校
- 刘善浤（浏阳县人）
- 王绍元 （字兰汀，善化县人）

### 收支
- 蒋绍会（字克庵，凤凰县人）

### 管报
- 刘祝三（字耀堂，温县人）

### 排字教习
- 史嘉济（字稷臣，浙江人）

### 印机教习
- 杨锦秀（上海县人）